# Irina Bieglakowa
Irina Anatoljewna Bieglakowa, ros. Ирина Анатольевна Беглякова, po mężu Czełna – ros. Челная (ur. 26 lutego 1933, zm. 19 marca 2018 w Moskwie) – radziecka lekkoatletka specjalizująca się w rzucie dyskiem, uczestniczka letnich igrzysk olimpijskich w Melbourne (1956), srebrna medalistka olimpijska w rzucie dyskiem.

## Sukcesy sportowe
| Rok  | Miasto    | Zawody                       | Konkurencja  | Wynik         |
| ---- | --------- | ---------------------------- | ------------ | ------------- |
| 1954 | Berno     | Mistrzostwa Europy           | rzut dyskiem | srebrny medal |
| 1956 | Melbourne | Igrzyska olimpijskie         | rzut dyskiem | srebrny medal |
| 1957 | Paryż     | Mistrzostwa świata studentów | rzut dyskiem | złoty medal   |
| 1958 | Sztokholm | Mistrzostwa Europy           | rzut dyskiem | 4. miejsce    |

## Rekordy życiowe
- rzut dyskiem – 52,71 – Taszkent 30/10/1956[3]